# Али ел Абдали
Али ел Абдали (Ријад, Саудијска Арабија, 5. фебруар 1979) је професионални фудбалер и репрезентативац Саудијске Арабије који наступа у фудбалском клубу Ал Ахли из Саудијске Арабије. Али ел Абдали игра на позицији одбрамбеног играча.